# Trichtergruben bei Willmatshofen

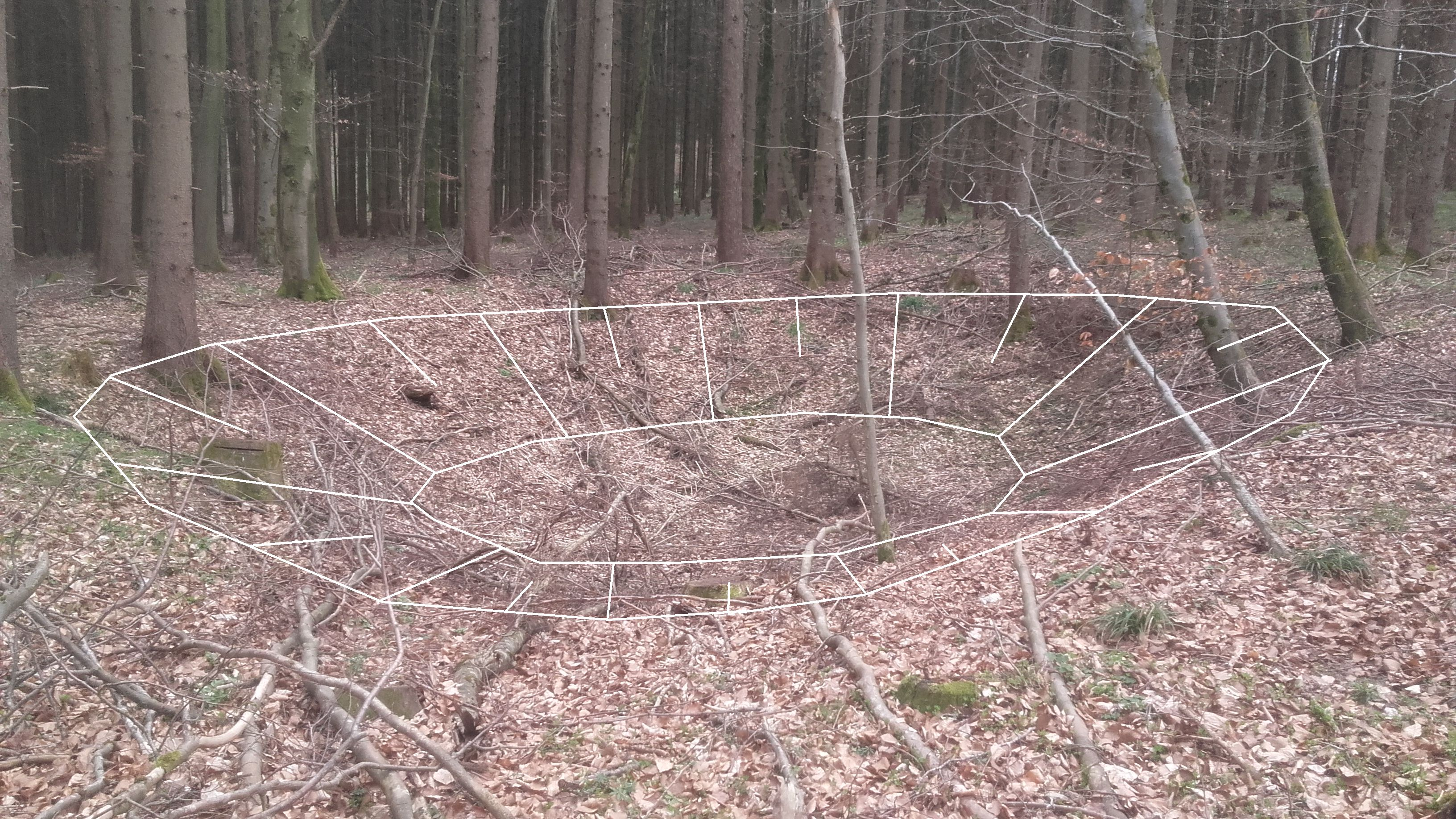
Eine Trichtergrube bei Willmatshofen (Böschungslinien zur Verdeutlichung nachträglich in das Foto eingezeichnet)

Die Trichtergruben bei Willmatshofen liegen etwa zwei Kilometer südwestlich des Ortsteils des Marktes Fischach im schwäbischen Landkreis Augsburg. Es handelt sich dabei um mehrere kreisförmige Pingen als Vertiefungen im Wald zwischen dem Schalkenberg und dem Ziegelberg, die auch als Bodendenkmal eingetragen sind. Sie stammen aus vor- und frühgeschichtlicher oder mittelalterlicher Zeit und sind Reste ehemaliger, wesentlich tieferer Bergbauschächte, die zum Abbau von Brauneisenerzknollen (sog. Erzgeoden) angelegt wurden.